# منتخب سورينام لكرة السلة
منتخب سورينام لكرة السلة هو ممثل سورينام الرسمي في المنافسات الدولية في كرة السلة.